# Franz Meyer (Bankier)
Franz Simon Meyer (* 3. Dezember 1799 in Rastatt; † 23. Mai 1871 ebenda) war ein Badener Handelsmann und Bankier. Er verfasste zwischen 1816 und 1871 ein „Tag- und Familienbuch“, welches etwa 1.500 Manuskriptseiten umfasst und hinterließ damit der Nachwelt eine wichtige Quelle zur Kultur-, Alltags-, Regional- und Wirtschaftsgeschichte des 19. Jahrhunderts.

## Leben
Seine Familie väterlicherseits stammte aus der Ortschaft Eisental, die heute zu Bühl bei Baden-Baden gehört. Sein Großvater, Franz S. Meyer, verließ den Ort, um in Steinbach und Achern in die Handelslehre zu gehen. Anschließend ließ er sich in Rastatt nieder, heiratete und eröffnete ein Geschäft. Sein ältester Sohn – Joseph Meyer – heiratete 1797 die gebürtige Freiburgerin und Kaufmannstochter Margarethe Kapferer.
Im Dezember 1799 wurde Franz Simon Meyer als einzig überlebendes Kind seiner Eltern geboren. Zunächst wurde er von seiner Mutter und mit Unterstützung eines Hauslehrers zu Hause unterrichtet, im Anschluss besuchte er die städtische Schule „auf dem Rathause“ und das Lyzeum in Rastatt. Schon früh begann Franz Meyer im väterlichen Geschäft zu arbeiten. Bereits mit 14 Jahren besuchte er das erste Mal gemeinsam mit seinem Vater eine der wichtigsten Handelsmessen in Frankfurt am Main.
Nach der Flucht Napoleons von Elba und der Zuspitzung der politischen Lage entschloss sich der Vater 1815, seinen einzigen Sohn in ein Schweizer Pensionat in Saint Blaise zu schicken – im Kanton Neuenburg am Neuenburgersee gelegen. Dort sollte Franz Meyer vor allem die französische Sprache erlernen und sein kaufmännisches Wissen vertiefen, um erfolgreich in die Fußstapfen seines Vaters und Großvaters treten zu können. Nach seiner Rückkehr 1817 arbeitete er im väterlichen Geschäft, welches er später übernahm, ausbaute und diversifizierte. Um sich fortzubilden, unternahm Meyer eine Bildungsreise nach Paris (1820/21), dort arbeitete er bei Schlumberger et Javal frères. Im Anschluss bereiste er London und Nordengland.

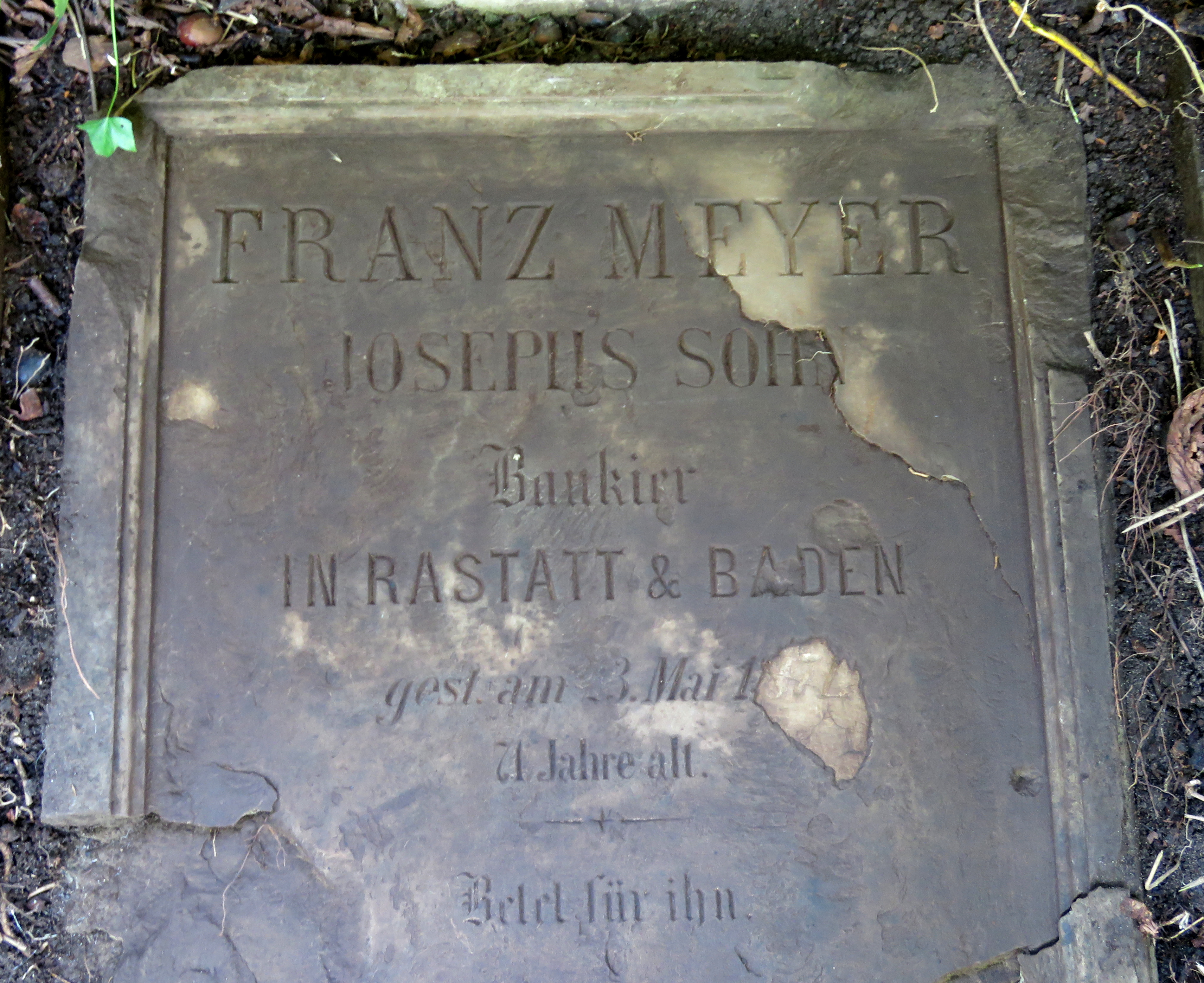
Grabstein des Bankiers Franz Meyer

Um 1830/31 gründete er die erste Bank in Baden-Baden, zunächst in einem Zimmer des Luxushotels Badischer Hof, ab 1853 im eigenen Haus in bester Lage. Dort wurde er zu einem der wichtigsten Kreditgeber – unter anderem für Edouard Bénazet und die Spielbank, und trug damit entscheidend dazu bei, dass Baden-Baden zu der wichtigen Kurstadt werden konnte, zu der sie sich zunehmend entwickelte.
Besonders detailreich dokumentierte Meyer in seinen Jahrbüchern die Badische Revolution und vor allem die Belagerung Rastatts in den Jahren 1848/49.
1853 begründete Meyer das „Meyer-Margarethen-Kinderheim“ in Rastatt.

## Tag- und Familienbuch als historische Quelle
Das Buch, welches zum Begleiter nahezu seines gesamten Lebens wurde, begann der 16-jährige Franz Meyer mit einem Bericht über seine Reise nach Mailand, die er zusammen mit seinen Mitschülern des Schweizer Pensionats unternahm. Nach vierjähriger Unterbrechung setzte er seine Aufzeichnungen während eines einjährigen Parisaufenthaltes wieder fort. Zunächst fasste er seine Rückreise von Neuchâtel (Schweiz) nach Rastatt sowie die wichtigsten Ereignisse seither zusammen und begann dann seine Reisebeschreibung nach Paris. Seine Aufzeichnungen über die Reise nach London und Nordengland entstanden 1821 während seines Aufenthaltes dort. Auch führte er genau Buch über seine Ausgaben unterwegs, über die Theaterstücke, die er in Paris und London sah, sowie über das Inventar seines Reisegepäcks.

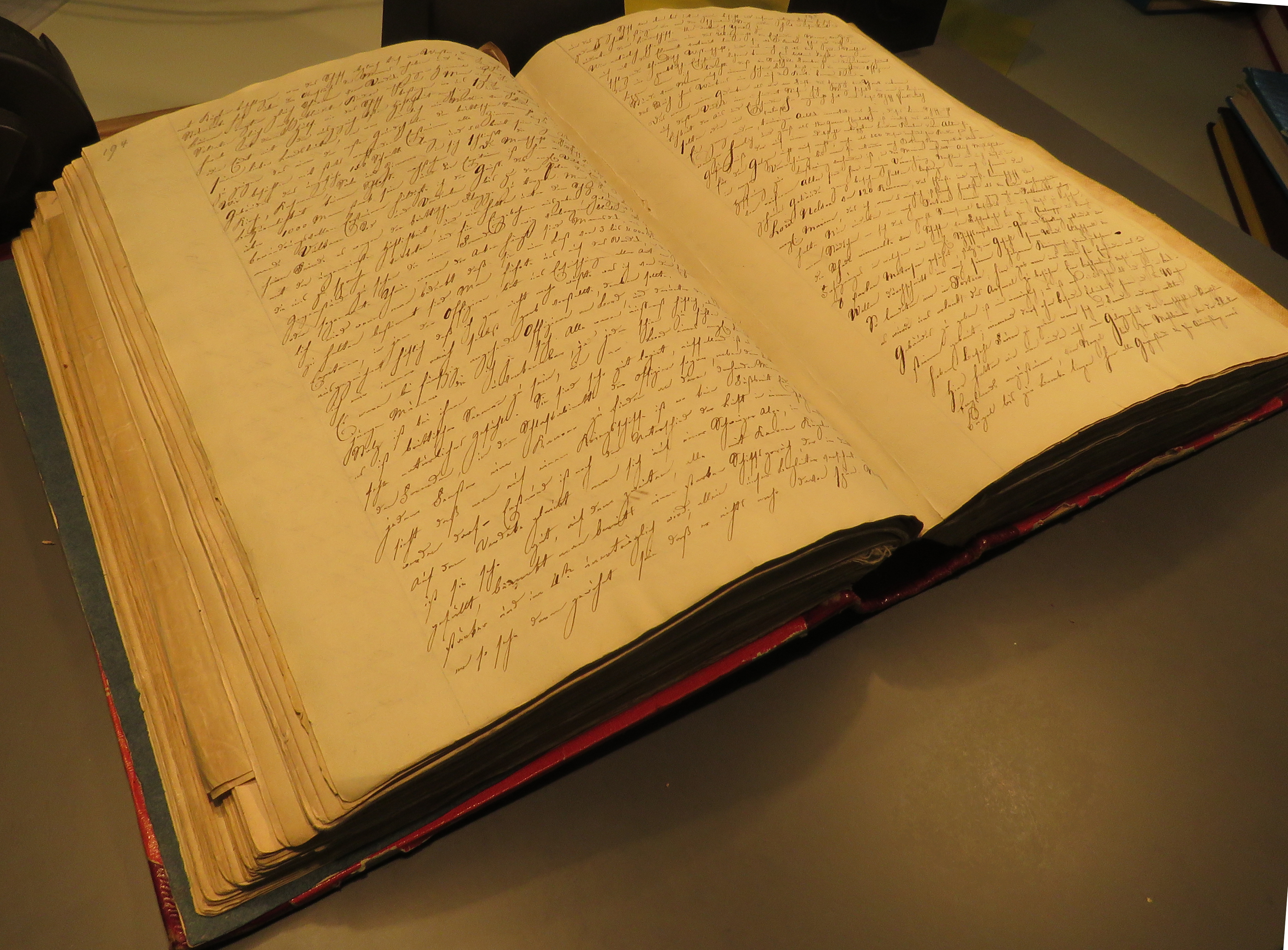
Manuskript des Tag und Familienbuchs

Nach seiner Rückkehr nach Rastatt 1822 begann er, jährlich das Buch fortzuschreiben. Dabei ging er jeweils auf die politischen Ereignisse auf internationaler, „nationaler“ und regionaler Ebene, geschäftliche und schließlich familiäre Ereignisse ein. Diesen kontinuierlichen Schreibrhythmus unterbrach Meyer zwischen 1822 und seinem Tod 1871 nur äußerst selten. Auf diese Weise hinterließ Franz Meyer eine nahezu lückenlose Dokumentation geschäftlicher, politischer, sozialer, kultureller und familiärer Prozesse über mehr als fünfzig Jahre hinweg.
Als historische Quelle bieten die Jahrbücher Meyers Aufschluss über eine Vielzahl von Aspekten der Geschichte des 19. Jahrhunderts, z. B. politische Geschichte, Wirtschafts- und Bankengeschichte, kulturgeschichtliche Aspekte – wie Mentalitätsgeschichte, Bürgertumsgeschichte, Alltagsgeschichte, Kommunikationsgeschichte, Mobilitätsgeschichte und nicht zuletzt auch Krankheitsgeschichte.

## Werke
- Tag- und Familienbuch. Stadtarchiv Baden-Baden, D9/1 und D9/2.
- Die ganze Geschichte meines gleichgültigen Lebens. Bd. 1 1816–1828. Die Jugendjahre des Franz Simon Meyer. Herausgegeben von Sebastian Diziol. Solivagus, Kiel 2016, ISBN 978-3-9817079-3-9.
- Die ganze Geschichte meines gleichgültigen Lebens. Bd. 2 1829–1849. Franz Simon Meyer in Zeiten der Revolution. Herausgegeben von Sebastian Diziol. Solivagus, Kiel 2017, ISBN 978-3-9817079-6-0.
- Die ganze Geschichte meines gleichgültigen Lebens. Bd. 3 1850–1871. Franz Simon Meyer in Jahren des Krieges. Herausgegeben von Sebastian Diziol. Solivagus, Kiel 2021, ISBN 978-3-947064-00-7.